# Maison du film
La Maison du film est une association régie par la loi de 1901, créée en 1987. Elle a pour mission de soutenir la création cinématographique et développe à ces fins diverses actions (formations, mise en réseau, aides et résidences artistiques).

## Historique

### Les débuts et la Coopérative du court métrage
En décembre 1986, Magali Noaro et Aubert Allal, respectivement comédienne et producteur-réalisateur, fondent la Coopérative du court métrage (CCM) dans le but de "faire aboutir leur désir d’images en toute liberté, hors des circuits de financement classiques". L'association est officiellement créée et déclarée en préfecture le 9 avril 1987. Ils sont vite accompagnés par Marc Delhiat. Correspondant à un réel besoin, la toute nouvelle association capte très vite un certain nombre d’adhérents en travaillant d’emblée sur les terrains de l’accueil et du brassage des compétences. C'est très vite plus de 200 films qui sont aidés. Elle met en place un comité de lecture de scénarios, négocie des tarifs préférentiels auprès des fournisseurs, organise des projections...  
Longtemps gérée par des bénévoles passionnés qui forment autant d’équipes successives, l’association se structure peu à peu en embauchant des objecteurs de conscience puis ses premiers salariés sous forme de contrats soutenus par des aides publiques. Un noyau dur commence à se constituer autour de personnalités qui depuis ont occupé diverses fonctions dans le secteur cinématographique (parmi lesquelles Guillaume Esterlingot, Pascal Pérennès, Darielle Tillon, Jean-Marc Rudnicki, Robin Barataud) et le bénévolat tend à devenir l’exception.

### Un nouveau départ: la Maison du film court
À la date symbolique du 28 décembre 1995, sur décision de son bureau approuvée par l’ensemble des adhérents, la Coopérative du Court Métrage devient la Maison du film court (MFC). En prenant ainsi un nouveau départ, elle éteint toute ambiguïté quant à sa nature (c’est une association sans but lucratif) et se positionne clairement comme un lieu d’échange et de rencontres en amont du jeune cinéma. Dans le même mouvement, son ancien bulletin, Coopérages devient Tournage, revue bimestrielle du film court. 
En janvier 1997, de par la volonté du président du Conseil d’administration, Patrice Carré, le poste clef de délégué général est enfin pourvu par un contrat à durée indéterminée, afin d’ancrer le travail de l’association dans la durée. Épaulée par une équipe de six personnes, Sonia Jossifort, la toute nouvelle déléguée générale entreprend un travail de diversification des services et de développement de partenariats en travaillant directement sur le terrain. 
En 2003, l'association mets en place des dispositifs d'aide à des films, les Labels de la Maison du Film Court, avec un apport en industrie technique. Parmi les cinéastes primés, on compte notamment Yann Gonzalez . 

### Une ouverture à tous les genres: la Maison du film
L’association n’a cessé de développer ses activités, devenant la voix de tous les genres cinématographiques, du court au long métrage. En conséquence, en 2016, elle changea son nom pour la Maison du film (MdF), cette nouvelle appellation correspondant plus à la réalité des missions de l'association,.

## Missions et actions
L'association propose un ensemble varié d’actions, allant de la formation à l’accompagnement, du relais des offres de collaborations à l’annonce des projections et autres évènements adaptés à ses publics.

### Missions
La Maison du film a les missions suivantes :
- Intégrer des tournages, forger des expériences, constituer et intégrer des réseaux ;
- Participer à des aventures de création[12] ;
- Développer des projets de films ;
- Disposer d'images permettant de promouvoir son travail ;
- Former aux métiers du cinéma, et aux réalités professionnelles de ces métiers[13].

### Actions
L'association développe plusieurs actions :
- Un réseau national de professionnels du cinéma ;
- Des accompagnements du court au long métrage ;
- Des aides au développement de carrière ;
- Des formations sur tous les métiers du cinéma ;
- Des aides à la production : Labels Maison du film, Aide SACEM / MdF [14];
- TRIO, une résidence de musique de film [15] ;
- Des guides ;
- Des rencontres et projections ;
- Des concours ou dispositifs sélectifs d’aide aux projets en partenariat avec d’autres structures (concours HLM sur court en partenariat avec l’Union sociale pour l'habitat[16], dispositif « A 50 ans, elles crèvent l’écran »[17]) ;
- Des accompagnements en écriture pour les auteurs soutenus par une collectivité territoriale (accompagnement de l'aide à l’écriture de la région Ile-de-France).

## Adhérents
En 2018, la Maison du film comptait 1 217 adhérents dont 47 % de femmes et 53 % d’hommes. Parmi eux, se trouvaient 546 auteurs – réalisateurs, 95 producteurs, 200 techniciens, 611 comédiens et 65 compositeurs.

## Organisation

### Présidents
| Période     | Nom                | Notes |
| ----------- | ------------------ | ----- |
|             | Aubert Allal       |       |
|             | Patrice Carré      |       |
|             | Patrick Zocco      |       |
|             | Jacky Evrard       |       |
| ? - 2010    | Jean-Yves Bloch    |       |
| 2010 - 2011 | Anne Zinn Justin   |       |
|             | Caroline Rochefort |       |
| ? - 2014    | Philippe Bourgogne |       |
| Depuis 2014 | Isabel Segovia     |       |

### Délégués généraux
| Période     | Nom                 |
| ----------- | ------------------- |
| 1995-1997   | Pascal Pérennes     |
| 1997-2003   | Sonia Jossifort     |
| 2004-2011   | Julien Chollat-Namy |
| Depuis 2011 | Richard Sidi        |